# 13 км (Тосно — Шапки)
Платфо́рма 13-й киломе́тр — железнодорожная платформа Октябрьской железной дороги на линии Тосно — Шапки. Располагается в Тосненском районе Ленинградской области, вне населённых пунктов. Вблизи платформы расположены агропромышленные предприятия: ЗАО «Тосненский комбикормовый завод», ОАО «Рюрик-Агро» (бывший совхоз «Восточный»).
В 50 м югу от платформы проходит автодорога Р40.
В 700 м к западу от платформы расположены железнодорожный и автомобильный мосты через реку Иголинку.
На платформе останавливаются все проходящие через неё электропоезда.